# Hyposoter degrysei
Hyposoter degrysei là một loài tò vò trong họ Ichneumonidae.